# Scogli Lovuški
Gli scogli Lovuški (in russo: скалы Ловушки) sono un gruppo di isolotti nella catena delle isole Curili. Amministrativamente appartengono al Severo-Kuril'skij rajon dell'oblast' di Sachalin in Russia.
Gli scogli erano chiamati anche Musir (Мусир), Sivuč'i Kamen'ja (Сивучьи Каменья, ossia "scogli dei leoni marini"), dai locali, e Osypnoj (Осыпной) in una mappa del 1745. Durante le descrizioni idrografiche della fine del sec. XVIII, inizi del XIX, l'isola aveva anche la designazione numerica "Decima" nella cresta delle Curili (Мусир	десятый). Il nome attuale si deve al navigatore Adam Johann von Krusenstern che attraversò lo stretto sulla nave Nadežda nel maggio del 1805 e quasi si schiantò sugli scogli che egli chiamò "trappole di pietra" (каменные ловушки, kamennye lovuški).

## Geografia
Gli scogli Lovuški si trovano 20 km a sud dell'isola di Šiaškotan e delimitano a nord lo stretto di Krusenstern. A sud-ovest, alla distanza di circa 50 km si trova l'isola di Rajkoke. Sono composti da 10 isolotti rocciosi relativamente grandi, nonché da alcune rocce più piccole esposte con la bassa marea:
- Dolgaja (Долгая), alto 23 m.
- Dlinnaja o Nagaiva (скала Длинная, Нагаива) si innalza con due picchi di 27 m.
- Vysokaja o Takaiva (скала Высокая, Такаива), alto 41 m.
- Nizkaja o Chiku (скала Низкая, Хику), alto 2,7 m.
- Kotikovaja, Adzarasi, Tjulen'ja o Nerpič'ja (скала Котиковая, Адзараси, Тюленья, Нерпичья), alto 27 m.[6]

### Fauna
L'area della scogliera era un tempo il luogo preferito dalle foche da pelliccia, che venivano cacciate qui ogni anno in migliaia di esemplari. Ora sullo scoglio Dolgaja ci sono molti leoni marini di Steller, in una delle maggiori concentrazioni dell'Estremo Oriente russo: durante il periodo riproduttivo sono stati osservati 1140 individui adulti (nel 2008) e circa 570 cuccioli (2009). Non c'è terreno né vegetazione sugli scogli e vi nidificano molti uccelli marini: cormorani, gabbiani, urie, Cepphus e Fratercula.